# 海笔 (棘皮动物)
海笔（Cinctans）是一类已灭绝的棘皮动物，化石只发现于中寒武纪，分佈於歐洲及北非摩洛哥。海笔的分類地位尚有爭議，一般認為屬於棘皮動物幹群。其身體缺乏對稱性，外觀類似球拍，可分為兩部分，分別為由不规则骨板構成的勺狀萼（theca），以及後方延伸出的莖尾（stele）。無柄和腕，口與肛門位於萼的同一側。它們的生活方式可能類似現代的被囊動物，以鰓口濾食海水中的浮游生物和有機物顆粒為生。